# 我愛過的那個時代
《我愛過的那個時代》（直譯：「My Back Page 一些60年代的故事」），日本評論家川本三郎的著作。書名來源於美國歌手鮑勃·迪倫的歌曲《My Back Pages》。1986年至1987年在雜誌《SWITCH》上連載，1988年由河出書房新社發行單行本，2010年由平凡社再次發行。
2011年改編為電影，由妻夫木聰和松山研一主演。

## 簡介
川本三郎對自己1968年至1972年期間作為《週刊朝日》刊物《朝日專欄》的記者活動的回憶錄。前半部份，以東大安田講堂事件、三里塚鬥爭、反越戰運動等標誌性事件為主線，講述了當時轟轟烈烈的新左翼運動；後半部份，講述自己接觸一名青年活動家K，以及之後由K策動的朝霞自衛官殺害事件，川本決定幫助K報導事件。

## 電影

### 演員
- 澤田雅巳：妻夫木聰
  - 週刊東都、東都專欄記者。同情左翼運動，協助梅山報導其活動
- 梅山（本名 片桐優）：松山研一
  - 赤邦軍領袖。只會耍嘴皮子，內心空洞，一心想做思想犯。發動朝霞自衛官殺害事件
- 倉田真子：忽那汐里　
  - 角色原型是保倉幸惠。週刊東都封面模特兒，在與澤田很少的相處時間中，意外成為知己。
- 安宅重子：石橋杏奈
  - 赤邦軍隊員
- 赤井七惠：韓英惠
  - 赤邦軍隊員
- 柴山洋：中村蒼
  - 赤邦軍隊員
- 飯島：
  - 東都專欄編輯
- 德山健三：山崎一
  - 週刊東都邊際
- 清原：山本剛史
  - 反戰自衛官
- 佐伯仁：山本浩司
  - 運動家
- 中平武弘：古館寛治
  - 週刊東都記者
- 津川：中野英樹
  - 週刊東都記者
- Christ：青木崇高
- 前園勇：山內圭哉　
  - 角色原型是瀧田修。京大全共鬥議長
- 唐谷義朗：長塚圭史　
  - 角色原型是山本義隆。東大全共鬥議長
- ：松浦祐也
- 小林：菅原大吉
  - 東都專欄總編
- 島木武夫：中村育二
  - 週刊東都總編
- 白石：三浦友和
  - 東都新聞 社会部部長
- 康秀彥、近藤公園、熊切和嘉 等

### 製作
- 導演：山下敦弘
- 編劇：向井康介
- 原作：川本三郎《我愛過的那個時代》（平凡社刊）
- 攝影：近藤龍人
- 造型：伊賀大介
- 視覺特效：小田一生
- 製作委員會：WOWOW、Bandai Visual、Asmik Ace Entertainment、日活、Horipro、Bitters End、Yahoo! JAPAN、Match Point
- 配給：Asmik Ace Entertainment

### 榮譽獎項
- 第85回電影旬報年度十佳獎（2011年）[1]
  - 日本電影第9位
  - 個人獎新人女演員：忽那汐里（《少女們的指南針》、《昔日的我》）

## 外部連結
- 電影官方網站